# Les Grands-Chézeaux
Les Grands-Chézeaux è un comune francese di 267 abitanti situato nel dipartimento dell'Alta Vienne, nella regione della Nuova Aquitania.

## Società

### Evoluzione demografica
Abitanti censiti